# 向陵高等学校
向陵高等学校（こうりょうこうとうがっこう）は、青森県八戸市田向にある私立高等学校。学校法人千葉学園が運営している。青森県内で唯一の女子校である千葉学園高等学校とは姉妹校の関係にある。千葉学園は歴史が古く、創立者の「千葉クラ」は明治時代に女性自立運動の先駆けをつとめた「羽仁もと子」の実妹である。2代目校長の「千葉富江」は昭和53年に千葉高校の普通科を独立させて、向陵高校を設立し男女共学とした。
なお、新潟県長岡市の新潟県立長岡向陵高等学校及び富山県高岡市の高岡向陵高等学校との関連はない。

## 沿革
- 1910年 - 千葉クラが八戸女塾を創設
- 1974年 - 千葉学園高等学校普通科として創設
- 1976年 - 千葉学園高等学校から独立し向陵高等学校と改称
- 1996年 - 制服改定・私服通学開始
- 2024年 - 制服リニューアル

## 設置学科
- 普通科

## 特色
- 人間学
- チャレンジ講座
- サッカー部
- バトン部
- 太鼓部
- 軽音部
- 写真部
- 美術部
- 華道部
- 茶道部

## 関連校
- 千葉学園高等学校
- 千葉幼稚園